# جهة الغرب شراردة بني حسن
تمتد جهة الغرب الشراردة بني أحسن، والتي تعتبر مدينة القنيطرة عاصمة لها حسب التقسيم الجهوي القديم، على مساحة تقدر ب 8.805 كم2 أي حوالي 1,2% من مجموع مساحة المملكة المغربية.
تحد جهة الغرب - الشراردة - بني حسن شمالا بجهة طنجة - تطوان، ومن الشمال الشرقي بجهة تازة - الحسيمة - تاونات ومن الجنوب المشرقي بجهة فاس - بولمان وجهة مكناس - تافيلالت، ومن الجنوب بجهة الرباط - سلا - زمور زعير، ومن الغرب بالمحيط الأطلسي.
بلغ عدد سكان هذه الجهة 1,849,776 نسمة في الإحصاء المغربي الرسمي لعام 2004 بحيث شكل سكانها نسبة 6,22% من إجمالي سكان المغرب.

## التقسيم الإداري
وتنقسم إلى عمالة وإقليمين هم:
- عمالة القنيطرة وتبلغ مساحته حوالي 687 كلم2،
- إقليم سيدي قاسم وتبلغ مساحته 3.760 كلم2.
- إقليم سيدي سليمان وتبلغ مساحته 1.492 كلم2.

وتنقسم الأقاليم إلى 61 جماعة قروية و 12 جماعة حضرية.

## المواقع الأثرية

### موقعبناصا
يعرف الموقع الأثري بناصا بسيدي علي بوجنون، ويقع بالجماعة القروية لسيدي الكامل التابعة لإقليم سيدي قاسم على بعد 17 كلم من مدينة مشرع بلقصيري يرجع استقرار الإنسان بهذا الموقع إلى فترة ما قبل التاريخ حيث تم الكشف على بقايا أدوات حجرية وأواني فخارية.
يعود تاريخ مدينة بناصا إلى القرن الرابع قبل الميلاد حيث كشفت الأبحاث الأثرية التي أجريت بالحي الجنوبي عن آثار مصانع الخزف ومنتوجات خزفية تحمل بصمات التأثيرات الفنيقية واليونانية والأيبيروبونيقية. ما بين 25 و 33 ق.م، أحدثت على أنقاض المدينة المورية مستعمرة رومانية، عرفت بحامية «يوليا فالينتيا بناصا» سخرت صحبة مستعمرات أخرى لرومنة البلاد وإعدادها للاحتلال النهائي.
مع بداية حكم الإمبراطور مارك أوريل سنة 162 م، تغير اسم بناصا وأصبحت تدعى «كولونيا أوريليا» وظلت مركزا حضريا هاما إلى غاية سنة 285 م حين تراجع الحكم الروماني إلى شمال واد اللوكوس. أضحت المدينة بعد هذا التاريخ مهجورة بالرغم من العثور على دلائل أركيولوجية تثبت استئناف الاستيطان بها بعد التراجع الروماني.
كشفت الحفريات الأثرية عن جزء كبير من المدينة العتيقة إذ ما زالت ملامحها العمرانية بادية للعيان كالأزقة المتقاطعة والمعابد والساحة والمرافق العمومية الأخرى.
يلج الزائر إلى الموقع من جهة الحي الجنوبي بعد الوقوف على جزء من سور المدينة. ليفضي إلى الشارع الرئيسي حيث توجد بقايا الدكاكين وعدد من المرافق الاقتصادية كالمخابز ومعاصر الزيتون ومحلات صناعية وتجارية مختلفة. عند بلوغ الحي الغربي يسترعي الانتباه الكم الهائل للمنازل الفخمة ذات الطابع اليوناني الروماني والذي يتميز بانتظام الغرف والأروقة حول الصحن الذي غالبا ما يحتوي على حوض وحدائق تزينها لوحات الفسيفساء المتعددة المواضيع والألوان والأشكال. ويعد منزل فينوس ومنزل دبلوم دوميسيان من أهم نماذج هذا النمط المعماري. ولقد أطلق اسم منزل «دبلوم دوميسيان» على المنزل الثاني نسبة إلى دبلوم عسكري منقوش على صفيحة برونزية كشفت عنه الحفريات بهذا المنزل وهو معروض حاليا بالمتحف الأثري بالرباط.
يحتوي الحي المركزي على أبرز البنايات العمومية كالمعبد والساحة والمحكمة. كما أن حي ماسيلوم في الجهة الشمالية الغربية يتميز بوجود مجموعة من المنازل الجميلة. ويشتمل الموقع على عدة حمامات عمومية لعل أهمها الحمامات ذات الصباغات الجدارية التي حافظت على الكثير من مكوناتها الأصلية.
تتميز اللقى الأثرية التي تم الكشف عنها بالموقع بالغنى والتنوع، وهي عبارة عن عناصر معمارية وزخرفية ونقائش وأدوات معدنية وفخارية وحلي بونيقة. مجموعة كبيرة من هاته اللقى الأثرية معروضة بقاعة البرونز بالمتحف الأثري بالرباط وأخرى محفوظة بمخازن موقع وليلي الأثري.

### أشغال ترميم
```
قامت وزارة 
الثقافة
 عن طريق المديرية الجهوية للثقافة بالقنيطرة ما بين سنة 2009 و 2011، بإنجاز أشغال ترميم وصيانة جزء من الساحة العمومية الرومانية بموقع بناصا الأثري  في إطار الاهتمام بالتراث الحضاري المادي الذي يوليه ملك المغرب 
الملك محمد السادس
 مكانة هامة؛ بحيث تعد هذه الأشغال الأولى من نوعها منذ الكشف على هذا الموقع الأثري خلال الحفريات التي امتدت ما بين 1930 و1956.
[
3
]

وقد تمحورت أشغال الترميم الأولية حول تدعيم وترميم أعمدة وأرضيات رواقي الساحة العمومية العمومية وترميم الباب الغربي للفوروم وصيانة وترميم الباب الرئيسي للمحكمة الرومانية والأسوار الخارجية لهذه المعلمة إضافة إلى تدعيم الدرج المؤدي للمعبد والمذبح والقاعات الثلاثة الغربية للمعبد.
```

وخلال سنة 2016 تم ترميم وتدعيم أجزاء مهمة من الحمامات ذات الرسومات الجدارية وذلك للحفاظ على هذه المعلمة الفريدة والتي ما زالت تحتفظ بجل الصباغات الجدارية الملونة والتي أصبحت في حاجة لإجراء ترميمات دقيقة متخصصة في مجال صيانة المواقع الأثرية والحفاظ على الموروث الثقافي والتاريخي للمغرب.
ريغة
الموقع الأثري ريغة (ربما جيلدة قديما)، هو مستوطنة قديمة من العصور الوسطى تقع في سهل الغرب، على بعد حوالي 55 كم من موقع وليلي و8 كم شمال مدينة سيدي سليمان، جهة الغرب شراردة بني حسان .
يحتل موقع ريغة، على الضفة اليمنى لوادي بهت، تلاً مثلث الشكل يبلغ ارتفاعه حوالي عشرة أمتار،  ويحيط به تعرج الوادي من الشمال و الغرب والجنوب مما يجعله حصنا منيعا.
تم تصنيف ريغة على أنها تراث وطني للمغرب سنة 2001.
شهد الموقع ثلاث مراحل رئيسية من الاحتلال امتدت من فترة ما قبل الرومان، والتي توصف بأنها "موريتانية"، و أظهر الموقع وجود قلب حضاري منذ القرن الخامس قبل الميلاد، حتى القرن الرابع عشر.

#### تموسيدة
يوجد موقع تموسيدة (سيدي علي بن أحمد) على الضفة اليسرى لنهر سبو، على بعد 10 كلم من مدينة القنيطرة.
يرجع استيطان الإنسان بالموقع إلى فترة ما قبل التاريخ كما تدل على ذلك البقايا الأثرية التي تم الكشف عنها بالمنطقة.
أبانت الحفريات التي أجريت بالموقع على بقايا منازل ترجع للفترة المورية وعدة أواني فخارية ترجع في غالبها للنصف الأول من القرن الثاني قبل الميلاد. وقد كشفت الأبحاث الأثرية التي تجري حاليا بالموقع على بقايا من الفخار والأمفورات تأرخ بالقرن الثالث والرابع ق.م.
خلال العهد الروماني عرفت المدينة تطورا عمرانيا مهما، كما تميز الموقع بإنشاء معسكر روماني إضافة إلى منشآت عمومية (المعبد، الحمامات) ومباني خاصة (المنازل).
وقد عرفت المدينة خلال عهد الإمبراطور تراجان (117-97)م أو الإمبراطور أدريان (117-138)م إعادة هيكلة عمرانية مهمة، حيث تم توسيع عدة بنايات منها الحمامات المحاذية لنهر سبو (Thernes du fleuve) وعدة بنايات ومنازل ذات طابع روماني. ويعد معسكر تموسيدة من أهم المنشآت العسكرية بموريطانية الطنجية.
وخلال الربع الأخير من القرن الثاني الميلادي، أحيطت المدينة بسور يحتوي على عدة أبواب وأبراج.
وقد عرفت المدينة حركة اقتصادية مهمة كما تدل على ذلك البقايا الفخارية التي كانت تصل عبر نهر سبو من مختلف بلدان البحر الأبيض المتوسط. وعلى غرار المدن الرومانية التي توجد جنوب نهر اللوكوس، عرفت تموسيدة جلاء الإدارة الرومانية ما بين 274 و 280 بعد الميلاد.
ويعد هذا الموقع من أهم المدن الأثرية المتواجدة بمنطقة الغرب.

### مدينة البصرة
مدينة البصرة أو الحمراء تقع على طريق سوق أربعاء الغرب في اتجاه وزان، على بعد حوالي 40 كلم من الساحل الأطلنتي وحوالي 20 كلم جنوب مدينة [[اjjjjjj
لقصر الكبير]]. لقد تم تأسيسها مثل مدينة أصيلة وذلك بين 180 ه‍/796 م (فترة حكم الرشيد) و 197 ه‍/803 م (فترة حكم إدريس الثاني). لقد عرفت هذه المدينة تطورا كبيرا حيث انتقلت بسرعة كبيرة من مجرد قرية إلى مكان إقامة الأمراء الأدارسة. في سنة 958 وخلال رحلة لأحد قادة الخليفة المعتز جوهر، تم تأسيس دولة إدريسية صغيرة تابعة لحكم الفاطميين وعاصمتها مدينة البصرة وتمتد من الريف إلى منطقة غمارة.
في سنة 979، أبو الفتوح يوسف زيري قاد حملة عسكرية في اتجاه سبتة، وقام بتدمير أسوار مدينة البصرة وقد قام بصد حملته الزناتيين والأندلسيين بسبتة.
ابن حوقل، وهو مؤرخ جغرافي (القرن التاسع الميلادي)، يذكر أن مدينة البصرة هي ذات مساحة متوسطة وهي محاطة بأسوار ومنتجاتها متنوعة: القطن خاصة والذي يتم تصديره في اتجاه إفريقيا (تونس، القسطنطينية) ونجد كذلك القمح بوفرة، الشعير ومنتجات أخرى. البصرة إذن مدينة مزدهرة لأنها مدينة تجارية.
خلال القرن الحادي عشر، تطورت المدينـة وأصبحت إحدى أكــبر التجمعات. وفي القرن الثاني عشر فقدت المدينة من أهميتها. وثلاثة قرون بعد ذلك، ليون الإفريقي يؤكد تدهور وخراب المدينة.
الحفريات الأثرية والتي انطلقت منذ سنة 1980 بهذا الموقع مكنت من التعرف على مختلف أجزاء المدينة وكذلك اكتشاف مصنع خاص بالمعادن وأدوات حجرية تبين الأهمية الأثرية لهذه المدينة.
بالنسبة لسور مدينة البصرة والذي كان في القديم يتوفر على 10 أبواب، تم تدمير جزء كبير منه ومحاولة تتبع أثره من خلال الأسس المتبقية، تبين أنه كان على طول 2,5 كلم ويحيط بمساحة 30 هكتار. حائط هذا السور وعرضه 2,20 م هو مبني من الدبش (الحجر) ومدعم بأبراج شبه دائرية. وقد أبانت الحفريات كذلك عن وجود صهريج مبني من الحجر ومغطى بسقف مدعم بأقواس وعرضه 4,25 مترا وطوله 6 م.

### قصبة المهديـة
تقع المهدية على يسار ضفة نهر سبو، حوالي 10,2 كلم غرب مدينة القنيطرة (17 دقيقة بالسيارة). المدينة بنيت فوق منحدر صخري ولا زالت أطلال أسوارها بارزة لحد الآن على الساحل الأطلنتي وذلك من أجل التحكم في هذه المنطقة الساحلية وحمايتها.
تاريخ هذه المدينة لا زال يلفه الغموض. بعض المؤرخين اعتبروا الموقع ثغرا قرطاجيا يرجع إلى القرن الخامس ق م، البعض الآخر يرجع تاريخ تأسيسها إلى بني يفرن، ما عدا هذا، فالمدينة أو منطقة المعمورة لم يرد ذكرها إلا في عهد الموحدين خلال القرن الثاني عشر الميلادي حيث قام عبد المومن ببناء 120 مركبا في هذه المنطقة. منذ هذه الفترة، انتقلت المدينة إلى مكان تبادل تجاري صغير حيث تتم الاتفاقات والمبادلات التجارية مع الأوروبيين.
هذا التطور لم يدم طويلا حيث تم تدمير المدينة خلال النزاع الذي نشب بين السعيد وأبو سعيد عثمان المريني.
في سنة 1515، نزلت القوات البرتغالية بالمنطقة من أجل بناء قصبة عند مصب نهر سبو وقد تمكن محمد البرتغالي السعدي من محاصرة المدينة وطرد البرتغاليين.
في سنة 1614، تمكن الإسبان من استعمار المدينة مــدة 67 سنــة وأطلقوا عليها اسم «سان ميكيل د أولترامار». وبعد عدة محاولات تمكن السلطان العلوي المولى إسماعيل من الدخول إلى المدينة وهكذا ومنذ ذلك التاريخ ستعرف هذه القصبة بالمهدية وكان يحكمها القائد علي الريفي الذي بنى بابا كبيرا ومسجدا وقصرا وحماما وسجنا وعدة بنايات.
حاليا هناك مجموعة من البنايات لا زالت بارزة داخل القصبة والتي تجسد أهمية الموقع، نذكر بالخصوص السور ثم بوابتين، ويعتبر الباب الواقع ناحية الشرق الأهم على المستوى الهندسي، حيث تم بناؤه بالحجر بطريقة متناسقة ويذكرنا بأبواب مدينة سلا وأبواب مدينة الرباط الكبيرة مثلا «العلو» وباب زعير والتي ترجع إلى الفترة الموحدية.
بالإضافة إلى هذه البنايات، تضم القصبة بعض البنايات الأخرى ذات الطابع الهندسي المتميز ونذكر منها منزل القائد الريفي والذي بني خلال القرن السابع عشر الميلادي وحمام خاص ذو نمط إسباني - موريسكي، ومخازن مياه تم سجنا ومسجدا وكذلك مجموعة من الفنادق والمحلات.

## مناخ الجهة
تتميز جهة الغرب شراردة بني حسن بالمناخ المتوسطي الرطب شتاء والجاف صيفا لكن مع السنوات الأخيرة أصبحت معدلا الأمطار والحرارة جد متذبدبة ويوجد في هذه الجهة محطتين لرصد الجوي تابعتين لمديرية الأرصاد الجوية الوطنية وتوجد الأولى بالقاعدة الجوية الخامسة غرب سيدي سليمان ب 10 كلم والثانية بالقاعدة الجوية الثالثة شمال مدينة القنيطرة .

## النشاط الاقتصادي بالجهة
تعتبر القنيطرة العاصمة الاقتصادية والقلب النابض للجهة وذلك عند إحداث المنطقة الأطلسية الحرة والتي تعتبر الأولى من نوعها بالقارة الإفريقية.

## المصدر ووصلات خارجية
1. ↑  GeoNames (بالإنجليزية), 2005, QID:Q830106
2. ↑  Codes for the representation of names of countries and their subdivisions—Part 2: Country subdivision code (بالإنجليزية), 1998, QID:Q133153
3. ↑  "موقع بناصا الأثري". Culture. 23 يوليو 2023. مؤرشف من الأصل في 2024-12-11. اطلع عليه بتاريخ 2023-10-13.
4. ↑  "Idpcm.ma". https://archive.wikiwix.com/cache/index2.php?url=http%3A%2F%2Fwww.idpc.ma%2Fview%2Fpc_archeologie%2Fidpcm%3AE98E0%3Ff_nomenclature%3D01.02.01%257Ccit%25C3%25A9%2Bantique%26num%3D9#federation=archive.wikiwix.com&tab=url. مؤرشف من الأصل في 2024-05-21. اطلع عليه بتاريخ 2024-05-20. {{استشهاد ويب}}: روابط خارجية في |صحيفة= (مساعدة)

- خبار بلادي.. المغرب.. الغرب الشراردة بني حسن
- انظر تصريح الاقتباس من موقع أدرار على الإنترنت

الخصائص الجغرافية والبيئية
• مساحة الجهة حسب التقسيم اإلداري الجديد تقدر بحوالي 7900، أي بنسبة 1,08 % من المساحة اإلجمالية للمملكة.
2
كلم
• عدد سكان الجهة 1.657.625 نسمة حسب اإلحصاء العام للسكان
والسكنى لسنة 2004)بعد حذف إقليم وزان (، منها 723.604
بالوسط الحضري و934.021 نسمة بالوسط القروي.
• تنقسم إلى ثالثة أقاليم: القنيطرة وسيدي قاسم وسيدي سليمان، ويبلغ عدد الجماعات 63 جماعة منها 10 جماعة حضرية و53
جماعة قروية.
• تتميز بمناخ متوسطي معتدل، كما تتوفر على ثروات طبيعية مهمة
إذ تتميز بساحل غني بثرواته السمكية وبأراضي خصبة وتساقطات
مطرية مهمة حيث يصل معدل التساقطات المطرية إلى 750 ملم
سنويا.
• احتياطي مهم من المياه الجوفية يتمثل أساسا في الفرشة المائية
للمعمورة والفرشة المائية للغرب.
• تتوفر الجهة على أكبر خزان للمياه في شمال إفريقيا يفوق 6,5
مليار متر مكعب. كما تحتوي على عدة سدود ومجال سقوي واسع
على مساحة سقوية تقدر ب 600 ألف هكتارا تمكن من إنتاج
محاصيل متنوعة وبمردودية عالية.
• أما بالنسبة للمياه السطحية، فإن الشبكة تتكون من مجاري مائية
مهمة، أهمها وادي سبو، وادي ورغة، وادي ردات ووادي بهت.
• مواقع ذات أهمية بيولوجية وإيكولوجية كالمرجة الزرقاء وضاية
سيدي بوغابة.
• مجال غابوي تقدر مساحته اإلجمالية 124.614 هكتارا يتكون
أساسا من غابة معمورة.